# 毛凤鸣
毛凤鸣，（1942年10月—），江苏启东人，军事学院指挥专业毕业，原沈阳军区副司令员，中将军衔。

## 简介
1958年8月，参加工作。1991年5月，担任总参谋部军务部部长。1998年，任解放军国防大学副校长。1999年，晋升为中将军衔。2000年，任沈阳军区副司令员。2005年12月，退役。
曾任第十届全国人大代表。十一届全国政协委员，代表特别邀请人士，分入第五十五组。